# アレクサンドル・パノフ
アレクサンドル・ニコラエヴィチ・パノフ（ロシア語: Алекса́ндр Никола́евич Пано́в、ラテン文字転写の例：Alexander Nikolayevich Panov、1944年7月6日 - ）は、ソビエト連邦時代から生え抜きのロシアの外交官、モスクワ国際関係大学教授、同大学外交官学科長。歴史学および政治学博士。1996年から2003年まで駐日ロシア大使を務めた。

## 略歴
モスクワ出身。1968年モスクワ国際関係大学を卒業し、ソ連外務省に入省する。同年から1971年まで駐日ソ連大使館に勤務する。1971年帰国し母校であるモスクワ国際関係大学教授に就任。同大学では日本史および日本の外交政策に関する講義を担当した。1977年国連代表部、1982年ソ連外務省第二極東局勤務を経て、1983年駐日ロシア大使館参事官として再び日本に着任する。
1988年ソ連外務省太平洋・東南アジア副局長、同局長、ロシア外務省に移りアジア太平洋局長を歴任する。1992年駐韓国ロシア大使。1994年ロシア外務次官。
1996年1月「日本の外交と日ソ、日露関係の推移」で政治学博士号を取得。7月30日ルドヴィグ・チジョフ駐日大使の後任として駐日大使に決定し、9月7日任命される。10月来日。2003年11月に離任。
2004年4月から2006年まで駐ノルウェー大使。2006年から2010年までロシア外務省外交アカデミーの学長。2014年現在はモスクワ国際関係大学の外交官学科長。

## 人物
知日派外交官として知られる。

## 日露外交
2003年10月、離任を控えた日本記者クラブでのお別れ会見で、「私の生まれはモスクワだが、外交官（としての私）のふるさとは日本だ」と述べた。
2013年7月11日、ロシア国営ラジオ『ロシアの声』で、北方領土交渉に関する日本のリーク（情報漏洩）文化について苦言を呈した。18日付のロシアの『独立新聞』に日本の元外務省欧州局長の東郷和彦（京都産業大学教授）と「日露平和条約交渉問題の解決に向けて」と題する共同論文を発表した。その論文で北方領土問題について、1956年の日ソ共同宣言に基づく歯舞・色丹の2島返還と国後・択捉両島での共同経済活動を同時並行的に協議する案を提案した。佐藤優（作家）はこの論文について「今後の北方領土交渉にとって、実現可能性のある指針になります」と評価した。

## 著書

### 邦訳
- 『不信から信頼へ : 北方領土交渉の内幕』高橋実、佐藤利郎 訳、サイマル出版会、1992年。ISBN 4377309463。
- 『雷のち晴れ : 日露外交七年間の真実』鈴木康雄 訳、日本放送出版協会、2004年。ISBN 414081005X。
- 『現代の「戦争と平和」　ロシアvs.西側世界』聞き手東郷和彦、K＆Kプレス、2024年

### その他
- 『新しいアジアをどう生きるか』「読売ぶっくれっと」読売新聞社、1998年。来日時の講演
- 『日本の外交活動』。
- 『ロシア大使が写した日本の日常』。
他にも著書多数。ロシア国内ではワイン専門書を執筆し、ベストセラーとなった。

## 論文
- 「厳しくも悲観するな」『ロシアNOW』2013年8月9日。
- 「プチャーチン提督が言い遺した道」『ロシアNOW』2015年5月20日。